# Lorenz Leiboldt
Lorenz Leiboldt d. Ä. (* um 1530; † 12. September 1597 in Lichtenstadt, Elbogener Kreis) war ein böhmischer Bürgermeister, Ratsherr und Chronist von Lichtenstadt.

## Leben
Sein namentlich nicht genannter Vater zog am Dreikönigstag 1552 von Tüppelsgrün nach Lichtenstadt, wo er das Haus des Gilbhard kaufte. Er „hatte ein Gewächs im Leib und starb nach einem Trank von einem Leutebetrüger Freitag nach Martini 1563“. Leiboldt, der den Beruf des Weißgerbers erlernte, war 1551 nach Kaaden in die Lehre gegangen und arbeitete 1553 in der Gerbergasse im sächsischen Freiberg. Er brachte sich selbst lesen und schreiben bei. In seiner Heimatstadt bekleidete er 22 Jahre das Bürgermeisteramt und war 34 Jahre Ratsmitglied. Sein Verdienst ist es, eine Chronik von Lichtenstadt begonnen zu haben, die er in jungen Jahren begann und bis zu seinem Tode 1597 führte. Darin berichtete er u. a. von wichtigen Geschehnissen der Stadt wie Unwetter, Unglücksfälle, Gewalttaten, Brände und Kriegsgeschehnisse. Die Chronik wurde von seinem Sohn Andreas Leiboldt fortgeführt.

## Familie
Lorenz Leiboldt heiratete NN (* um 1529; † 4. April 1607 in Lichtenstadt). Aus der Ehe gingen folgende Kinder hervor:
- Elisabeth (* 1555 in Lichtenstadt); ⚭ 1578 Jacob Gläser
- Mathias (*/† 1557 in Lichtenstadt)
- Walburga (*/† 1558 in Lichtenstadt)
- Johannes (* 1559 in Lichtenstadt; † 1585 ebenda)
- Andreas (* 1561 in Lichtenstadt; † 23. Februar 1614 ebenda), Richter und Zolleinnehmer; ⚭ 1584 Magdalena Kistler
- Paul (*/† 1566 in Lichtenstadt)
- Tochter (*/† 10. Februar 1569 in Lichtenstadt)
- Catharina (* 1570 in Lichtenstadt; † 1571 ebenda)
- totgeborener Sohn (*/† 1573 in Lichtenstadt)